# Озерецкая волость (Дмитровский уезд)
Озерецкая волость — волость в составе Дмитровского и Сергиевского уездов Московской губернии. Существовала до 1929 года. Центром волости было село Озерецкое.

## История
Озерецкая волость была образована из бывших церковных земель (Озерецкое принадлежало Троице-Сергиевому монастырю), ставших экономическими, в результате секуляризационной реформы 1764 года.
В 1917 году из Озерецкой волости в Сергиевскую были переданы селения Бубяково, Воронцово, Захарьино, Медведково, Псарево и Чурилково, в Тимоновскую — селения Волохово, Плетнево и Пыхалово, а в Хотьковскую — селения Ворохобино, Кудрино, Новинки, Новожёлтиково, Старожёлтиково и Стройково.
25 января 1921 года Озерецкая волость была передана в Сергиевский уезд. Часть территории осталось в Дмитровском уезде: Горки, Костино, Прокошево, Труневки и Щетнево, перейдя в Дмитровскую волость.

## Состав

### Сельсоветы
По данным 1918 года в Озерецкой волости Дмитровского уезда было 19 сельсоветов: Башлаевский, Васильевский, Вилюшковский, Гарбеевский, Горковский, Думинский, Житниковский, Зельниковский, Костроминский, Кузьминский, Лазаревский, Левковский, Мерлинский, Озерецкий, Святогоровский, Труневский, Устикский, Царевский и Ярыгинский.
По данным 1922 года в Озерецкой волости было 4 сельсовета: Васильевский, Кузьминковский, Озерецкий и Тарбеевский.
В 1924 году были созданы Горковский, Думинский и Царевский с/с. Васильевский и Тарбеевский с/с были объединены в Ярыгинский с/с.
В 1927 году из части Ярыгинского с/с были образованы Васильевский и Тарбеевский с/с, а из части Озерецкого с/с — Житниковский и Левковский с/с.
14 января 1929 года Московская губерния была упразднена и Сергиевский уезд вошёл в состав Центрально-Промышленной области.
В ходе реформы административно-территориального деления СССР 12 июля 1929 года Озерецкая волость была упразднена. При этом Думинский сельсовет (селения Думино и Святогорово) был передан в Дмитровский район, а Васильевский, Житниковский (он был упразднён и был присоединён к Озерецкому с/с), Кузьминковский (он был упразднён и был присоединён к Озерецкому с/с), Левковский (он был упразднён и был присоединён к Озерецкому с/с), Озерецкий, Тарбеевский (он был упразднён и был присоединён к Ярыгинскому с/с), Царёвский (он был упразднён и был присоединён к Васильевскому с/с) и Ярыгинский сельсоветы — в Сергиевский район.